# توني هورتون (لاعب اتحاد الرغبي)
توني هورتون (بالإنجليزية: Tony Horton)‏ هو لاعب اتحاد الرغبي بريطاني، ولد في 13 يوليو 1938.